# Asterorbis
Asterorbis es un género de foraminífero bentónico de la subfamilia Pseudorbitellinae, de la familia Pseudorbitoididae, de la superfamilia Rotalioidea, del suborden Rotaliina y del orden Rotaliida. Su especie tipo es Asterorbis rooki. Su rango cronoestratigráfico abarca desde el Campaniense hasta el Maastrichtiense (Cretácico superior).

## Clasificación
Asterorbis incluye a las siguientes especies:
- Asterorbis aguayoi †
- Asterorbis cubensis †
- Asterorbis havanensis †
- Asterorbis macei †
- Asterorbis rooki †

En Asterorbis se ha considerado el siguiente subgénero:
- Asterorbis (Cryptasterorbis), considerado como género Cryptasterorbis y como subgénero de Lepidorbitoides: Lepidorbitoides (Cryptasterorbis)